# Zerfaliu
Zerfaliu är en ort och kommun i provinsen Oristano i regionen Sardinien i Italien. Kommunen hade 1 075 invånare (2017).